# جيم ستوديو
جيم ستوديو Gamestudio, معروف أحياناً بـ 3D GameStudio أو 3DGS هو برنامج صانع لألعاب الفيديو ثلاثية الأبعاد والذي يسمح للمستخدمين بصنع ألعاب ثلاثية أبعاد وبرامج أخرى، وتصديرهم مجاناً (بدون مقابل). يتضمن أداة صانعة/مستوردة للمجسمات والهضبات، وأداة صانعة للمراحل، وأداة لكتابة الأكواد ويأتي مع مجموعة جاهزة من الخامات، والمجسمات والأعمال الفنية، كذلك نظام لصنع ألعاب بكم ضغطة (محدودة) التي تسمح بصنع ألعاب تصويب بسيطة أو أر بي جي بدون برمجة. لألعاب متكاملة أو برامج تستطيع أن تبرمج بلغة برمجة سهلة وفعالة سميت لايت-سي أو لغات برمجة عالمية أخرى كـلغة سي++ أو دلفي.

## التاريخ
- 1993 ACK 3D (معدات البناء المتحرك) صمّمه Lary Myers (محرك مفتوح الأكواد، يحمّل عن طريق هذا الرابط: http://ftp.lanet.lv/ftp/mirror/x2ftp/msdos/programming/ack/00index.html)
- 1994 ACK NEXT GENERATION صمّمه Johann Christian Lotter / مجموعة أو بي الألمانية (نسخة مطورة من ACK 3D, مفتوح الأكواد)
- 1995 ACKNEX-2 صنع للمسلسل التلفزيوني الألماني X-BASE (بشبه المحرك "دووم")
- 1995 ACKNEX-2 أصبح لشركة كونيتيك ونزل تحت اسم 'ثري دي جيمستوديو'
- 1997 ACKNEX-3 نزل للعامّة (يحمّل عن طريق هذا الرابط: http://server.conitec.net/down/a3.zip)
- 1999 A4 نزل للعامّة (لنظام التشغيل ويندوز)
- 2000 A5 نزل للعامّة (محرّك الهضبات)
- 2003 A6 نزل للعامّة (الفيزياء والتأثيرات)
- 2007 A7 نزل للعامّة (مُنظّر أيه بي تي الجديد ولايت-سي)
- 2009 أعلن jcl بأن A8 سينزل في نوفمبر 2010.

النسخة المستقرة الحالية هي 7.82. التحديثات المجانية عادةً تتوفر مرة كل 4 إلى 8 أسابيع.
جيم ستوديو